# アルモリカ山塊

フランス北部の構造図上のアルモリカ山塊。ヘルシニア造山運動期に生じた山塊はオリーブ色の部分

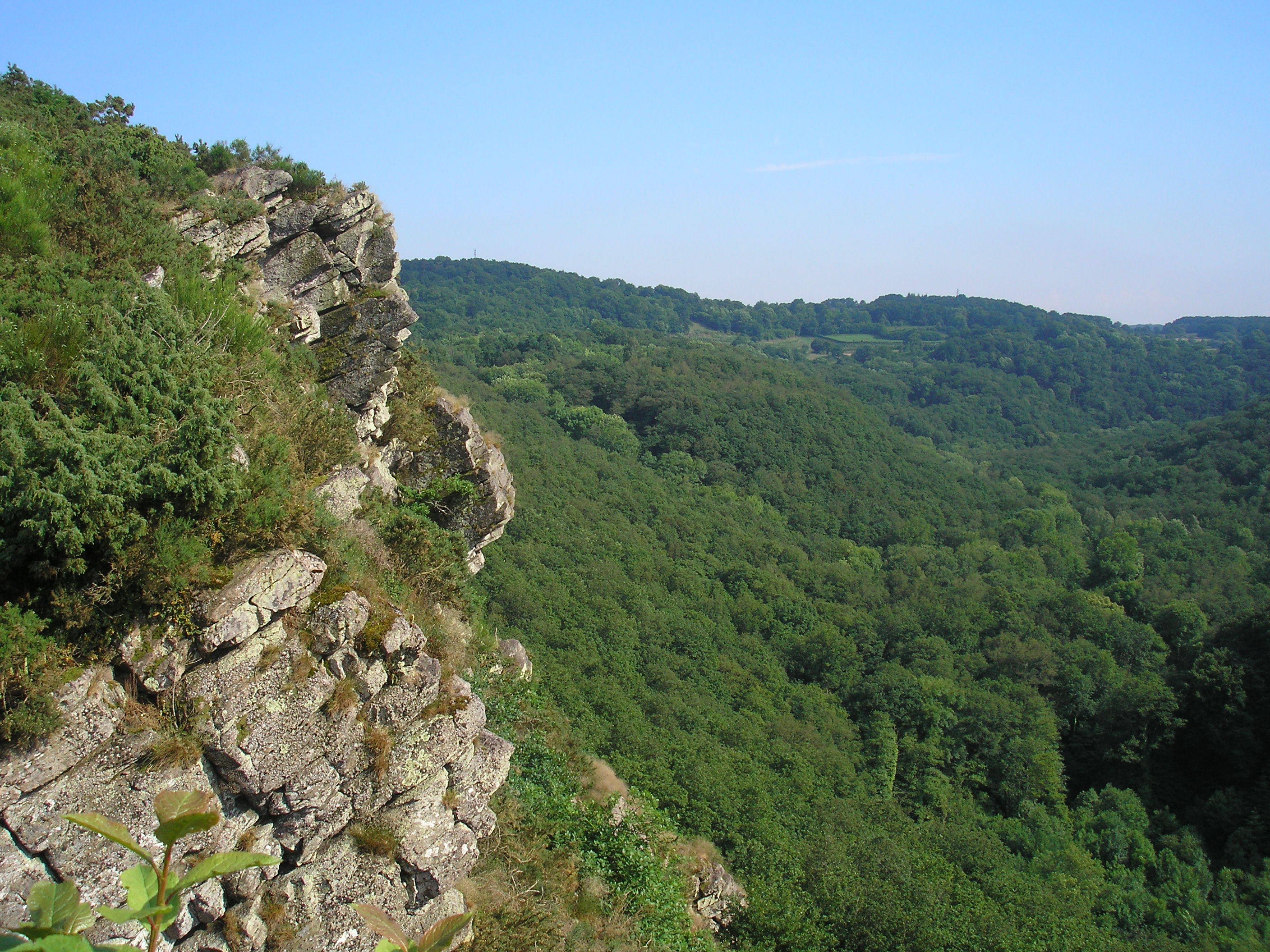
ウエトル岩

アルモリカ山塊またはアルモリカ山地 （フランス語: Massif armoricain）は、フランス北西部に広がる山塊。

## 存在地
ブルターニュ、ノルマンディー西部とペイ・ド・ラ・ロワール地域圏にまたがる。アルモリカという名は、ロワール川とセーヌ川の間のガリア人支配地域にあったアルモリカという古い地名に由来する。山塊は変成岩と火成岩からなっており、これらはバリスカン造山運動時代とカドミアン造山運動時代に変成された。山塊は、白亜紀にビスケー湾が開けた時に隆起した。イベリア半島のカンタブリア山脈とアルモリカ山塊は、ビスケー湾の隆起した両肩にあたる部分であった。
アルモリカ山塊の古岩は、台地に似た準平原として形成された。標高の最高地点はマイエンヌ県のアヴァロワール山（海抜417m）である。山塊の西部はブルターニュ半島にあり、アレ山地（fr）となっている。

## 地形
新原生代の最中、アルモリカ山塊の古い部分が、ゴンドワナ大陸の北限で形成された。古生代には、アルモリカ山塊は大陸の断片の一部であり、おそらくそれにはヴォージュ山脈、シュヴァルツヴァルト、さらに東のボヘミア山地で見つかった岩層が含まれていた。オルドビス紀かシルル紀のある時にゴンドワナ大陸の北限でアルモリカが隆起し、北進し、ヘルシニア造山運動期にラウルシア大陸と衝突した。
山塊の最古の岩は、カドミア造山運動期に変形され変成させられたブリオヴェリア巨大層の原生代の沈殿物である。これらは後期古生代の（カンブリア紀からデボン紀）の沈殿物によって横たえられた。そして全体に連続してゆがみ、変成が起こった。ヘルシニア造山運動期には、無色鉱物のマグマによって貫入された。
山塊は、後期ヘルシニア造山運動期に起こった2度の、南東から北西への衝突した剪断地帯によって三分割された。この三分割で、単純に北部、中央、南部アルモリカと呼ばれた。一般的に北部は南部よりヘルシニア造山運動期の変形が少ない。南部はヘルシニア造山運動期の核の一部とみなされ、ドイツ南部及び中欧のモルダニューブ地帯と比較される。ヘルシニア造山運動期後期の花崗岩部分は、南部剪断地帯に沿って押しつけられた。アルモリカ山塊北部は貫入した岩がより少ない一方、ブルターニュ北西部にあるレオン地方は貫入があるため、例外となっている。